# Paul Reiser
Paul Reiser (Nueva York, 30 de marzo de 1956) es un comediante, actor, escritor y guionista estadounidense.

## Primeros años
Paul Reiser nació en Nueva York dentro del seno de una familia judía, hijo de Helen, ama de casa, y de Sam Reiser, distribuidor mayorista de alimentos saludables. Reiser asistió al East Side Hebrew Institute en el Lower East Side de Manhattan y se graduó en el Stuyvesant High School de Nueva York. Obtuvo su título de grado en la Universidad de Binghamton, donde se especializó en música (piano, composición). Fue activo en la producciones teatrales del campus y fundó The Little Theater That Could, una organización comunitaria de teatro dentro del campus ubicada en Hinman College, la residencia de estudiantes de Reiser. Más tarde pasó a llamarse Hinman Production Company. Finalmente encontró su vocación cuando se presentó en los clubs de comedia de Nueva York durante sus vacaciones universitarias.

## Carrera
Después de perfeccionar sus habilidades como comediante en Nueva York, la explosión de Reiser en el cine vino en 1982, cuando apareció en Diner, una cinta adolescente de Barry Levinson. El personaje de Reiser, Modell, un comediante encubierto, atrajo la atención de Hollywood hacia las habilidades cómicas de Reiser. La película también ayudó a levantar las carreras de sus coprotagonistas Kevin Bacon, Steve Guttenberg y Mickey Rourke. Siguió este éxito interpretando a un detective en la película de 1984 Beverly Hills Cop, un papel que repitió en la secuela de 1987 Beverly Hills Cop II. Raiser también tuvo roles en la película Aliens (1986) de James Cameron, en The Marrying Man (1991), y en la comedia Bye Bye Love (1995).
Reiser actuó por dos años en televisión como uno de los dos posibles padres de una adolescente en la comedia My Two Dads, y después aumentó su fama en Estados Unidos como Paul Buchman en Mad About You, una serie cómica que ayudó a crear y en la que Helen Hunt interpretaba a su esposa. Él además tocó el piano en la grabación de la canción principal de la serie. Por su trabajo en Mad About You, Reiser recibió nominaciones a un Emmy, a un Globo de Oro, a un American Comedy Award y a un Screen Actors Guild Award. En la exitosa temporada final del programa (1999), se le pagó a él y a Hunt un millón de dólares (1,3 millones actuales) por episodio.
En el 2001, Reiser tomó un papel dramático, interpretando a un hombre desesperado por encontrar a su madre biológica luego de saber que tenía una grave enfermedad, en el telefilme británico My Beautiful Son.
Reiser además ha escrito dos libros: Couplehood, sobre los altos y bajos de estar comprometido en una relación, y Babyhood, acerca de su experiencia de ser padre por primera vez. Couplehood era un libro único por el hecho de que comienza en la página 145. Reiser explicó esto como su manera de dar al lector un falso sentimiento de habilidad. Ambos libros aparecieron en la lista de superventas del The New York Times. En mayo de 1996 apareció en The Late Show with David Letterman en el medio del proceso de escritura de su segundo libro. Como no tenía título todavía (más tarde sería llamado Babyhood), mostró un libro de utilería con la misma tapa de su primer libro Couplehood. El título era simplemente Book, nombre que usaría Whoopi Goldberg para su publicación de 1997.
En el 2002, Reiser tuvo una aparición como actor invitado e interpretándose a sí mismo en la aclamada serie de Larry David Curb Your Enthusiasm, de HBO.
En 2016 se anunció que el actor tendría un papel en la segunda temporada de la exitosa serie Stranger Things. Efectivamente, interpretó al Dr. Owens, personaje que, según afirmaron los Hermanos Duffer, en alguna medida fue inspirado por Carter J. Burke, encarnado por el mismo Reiser en Alien 2 (1986). 
Reiser está ubicado en el número 78 en la lista de Comedy Central de los 100 más grandes comediantes en vivo de todos los tiempos.
Como dato adicional, el nombre de la productora de Reiser, Nuance Productions, viene de una de sus líneas en la película Diner, donde explica su incomodidad con la palabra nuance (en español, matiz).

## Vida personal
Reiser contrajo matrimonio el 21 de agosto de 1988 con Paula Ravets, y tiene dos hijos: Ezra Samuel (nacido en septiembre de 1995), y Leon (nacido el 2000).

## Filmografía

### Cine
| Año  | Título                                     | Personaje              | Notas         |
| ---- | ------------------------------------------ | ---------------------- | ------------- |
| 1982 | Diner                                      | Modell                 |               |
| 1984 | Beverly Hills Cop                          | Det. Jeffrey Friedman  |               |
| 1986 | Odd Jobs                                   | Max                    |               |
| 1986 | Aliens                                     | Carter Burke           |               |
| 1987 | Beverly Hills Cop II                       | Det. Jeffrey Friedman  |               |
| 1987 | Cross My Heart                             | Bruce Gaynor           |               |
| 1990 | Crazy People                               | Stephen Bachman        |               |
| 1991 | The Marrying Man                           | Phil Golden            |               |
| 1992 | 3½ Blocks from Home                        | Él mismo               |               |
| 1993 | Family Prayers                             | Dan Linder             |               |
| 1994 | Mr. Write                                  | Charlie Fisher         |               |
| 1995 | Bye Bye Love                               | Donny                  |               |
| 1999 | Get Bruce                                  | Desconocido            |               |
| 1999 | The Story of Us                            | Dave                   | No acreditado |
| 1999 | Pros & Cons                                | Hombre de prisión #1   |               |
| 2001 | One Night at McCool's                      | Carl                   |               |
| 2001 | Purpose                                    | Ben Fisher             |               |
| 2005 | The Thing About My Folks                   | Ben Kleinman           |               |
| 2005 | The Aristocrats                            | Él mismo               |               |
| 2009 | Funny People                               |                        |               |
| 2014 | Whiplash                                   | Jim Neiman             |               |
| 2014 | Life After Beth                            | Noah Orfman            |               |
| 2015 | Concussion                                 | Dr. Elliot Pellman     |               |
| 2016 | Joshy                                      | Steve                  |               |
| 2016 | Miles                                      | Lloyd Bryant           |               |
| 2016 | War on Everyone                            | Teniente Gerry Stanton |               |
| 2016 | The Book of Love (El libro del amor [Esp]) | Wendell                |               |
| 2016 | The Darkness                               | Simon Richards         |               |
| 2017 | The Little Hours                           | Ilario                 |               |
| 2017 | I Do... Until I Don't                      | Harvey Burger          |               |
| 2018 | The Spy Who Dumped Me                      | Arnie Freeman          |               |
| 2020 | Horse Girl                                 | Gary                   |               |
| 2021 | Fatherhood                                 | Paul                   |               |
| 2024 | Beverly Hills Cop: Axel F                  | Jefe Jeffrey Friedman  |               |

- You Ruined my Life (1987)
- My Beautiful Son/Strange Relation (2001)
- Women vs. Men (2002)

### Televisión
| Año             | Título                    | Personaje            | Notas                                                           |
| --------------- | ------------------------- | -------------------- | --------------------------------------------------------------- |
| 1982            | Remington Steele          | Ivan Turbell         | Episodio: "A Good Night's Steele" (T1: Ep 13)                   |
| 1987            | The Disney Sunday Movie   | Dexter Bunche        | Episodio: "You Ruined My Life"                                  |
| 1987–90         | My Two Dads               | Michael Taylor       | 60 episodios                                                    |
| 1992–1999, 2019 | Mad About You             | Paul Buchman         | 164 episodios                                                   |
| 1993            | The Tower                 | Tony Minot           | Película de televisión                                          |
| 1995            | 37th Annual Grammy Awards | Él mismo (Anfitrión) | Especial de televisión                                          |
| 1995            | Saturday Night Live       | Él mismo (Anfitrión) | Episodio: "Paul Reiser/Annie Lennox"                            |
| 2001            | My Beautiful Son          | Jerry Lipman         | Película de televisión. Conocida también como Strange Relations |
| 2002            | Curb Your Enthusiasm      | Paul Reiser          | Episodio: "The Terrorist Attack"                                |
| 2002            | Women vs. Men             | Bruce                | Película de televisión                                          |
| 2011            | The Paul Reiser Show'     | Paul Reiser          | 7 episodios                                                     |
| 2013            | Behind the Candelabra     | Sr. Felder           | Película de televisión                                          |
| 2014–16         | TripTank                  | Gary                 | Voz. 10 episodios                                               |
| 2014–15         | Married                   | Shep                 | 10 episodios                                                    |
| 2014–17         | Red Oaks                  | Doug Getty           | Personaje principal. 23 episodios                               |
| 2017–2022       | Stranger Things           | Dr. Sam Owens        | 14 episodios                                                    |
| 2018            | The Romanoffs             | Bob Isaacson         | Episodio: "House of Special Purpose"                            |
| 2019            | Fosse/Verdon              | Cy Feuer             | 2 episodios                                                     |
| 2019, 2021      | The Kominsky Method       | Martin Schneider     | Recurrente (temporada 2). Personaje principal (temporada 3)     |
| 2022            | The Boys                  | La Leyenda           | Recurrente (temporada 3)                                        |

- Atlanta[9] (2016)

## Premios y nominaciones
| Año     | Otorga                               | Premio                                                             | Trabajo             | Resultado |
| ------- | ------------------------------------ | ------------------------------------------------------------------ | ------------------- | --------- |
|         | Viewers for Quality Television Award | Mejor Actor en una Serie de Comedia de Calidad                     | Mad About You       |           |
|         | American Comedy Award                | Intérprete masculino más divertido en una Serie de Televisión      | Mad About You       | Nominado  |
| 1995–98 | Golden Globe Award                   | Mejor Actor – Setie de Televisión Musical o Comedia                | Mad About You       | Nominado  |
| 1994–97 | Primetime Emmy Award                 | Destacada Serie de Comedia                                         | Mad About You       | Nominado  |
| 1994–99 | Primetime Emmy Award                 | Destacado Actor Principal en una Serie de Comedia                  | Mad About You       | Nominado  |
|         | Satellite Award                      | Mejor Actor – Serie de Televisión Musical o Comedia                | Mad About You       | Nominado  |
| 1995–96 | Screen Actors Guild Award            | Destacado desempeño por un Actor masculino en una Serie de Comedia | Mad About You       | Nominado  |
| 1995–98 | Screen Actors Guild Award            | Destacado desempeño por un conjunto en una Serie de Comedia        | Mad About You       | Nominado  |
|         | Viewers for Quality Television Award | Mejor Actor en una Serie de Comedia de Calidad                     | Mad About You       | Nominado  |
|         | Screen Actors Guild Award            | Destacado desempeño por un conjunto en una Serie de Drama          | Stranger Things     | Nominado  |
| 2021    | Primetime Emmy Award                 | Destacado Actor de soporte en una Serie de Comedia                 | The Kominsky Method | Pendiente |